# Mozambique op de Olympische Zomerspelen 1980
Mozambique nam deel aan de Olympische Zomerspelen 1980 in Moskou, Sovjet-Unie. Het was de eerste deelname van het land. De selectie bestond uit veertien atleten, actief in twee verschillende sporten. Atleet Abdul Ismail droeg de Mozambikaanse vlag tijdens de openings- en sluitingsceremonie. 

## Deelnemers en resultaten
(m) = mannen, (v) = vrouwen 

### Atletiek
| Olympiër             | Discipline       | Resultaat | Prestatie                            |
| -------------------- | ---------------- | --------- | ------------------------------------ |
| Eduardo Costa        | 100m (m)         | 48e       | serie 2: 5de in 11,02                |
| Constantino Reis     | 200m (m)         | DNF       | serie 7: niet gefinisht              |
| Constantino Reis     | 400m (m)         | DNS       | serie 1: niet gestart                |
| Vicente Santos       | 1500m (m)        | 35e       | serie 1: 9de in 3.58,7               |
| Pedro Mulomo         | 5000m (m)        | 33e       | serie 3: 11de in 15.11,9             |
| Dias Alface          | 10000m (m)       | DNF       | serie 3: niet gefinisht              |
| Abdul Ismail         | 110m horden (m)  | 19e       | serie 3: 7de in 15,18                |
| Stelio Craveirinha   | verspringen (m)  | 27e       | kwalificatie groep B: 11de met 5,94m |
|                      |                  |           |                                      |
| Acacia Mate          | 400m (v)         | 38e       | serie 4: 8ste in 1.00,90             |
| Acacia Mate          | 800m (v)         | 27e       | serie 4: 7de in 2.19,7               |
| Ludovina de Oliveira | discuswerpen (v) | DNF       | kwalificatie: geen geldige poging    |

### Zwemmen
| Olympiër          | Discipline           | Resultaat | Prestatie                |
| ----------------- | -------------------- | --------- | ------------------------ |
| Edgar Martins     | 100m vrije slag (m)  | 39e       | serie 5: 8ste in 1.06,17 |
| Ntewane Machel    | 200m vrije slag (m)  | 42e       | serie 4: 8ste in 2.35,45 |
| Pedro Cruz        | 100m rugslag (m)     | 33e       | serie 3: 6de in 1.15,25  |
| Rogerio Silva     | 100m schoolslag (m)  | 25e       | serie 4: 6de in 1.25,70  |
| Raimundo Franisse | 100m vlinderslag (m) | 29e       | serie 4: 6de in 1.01,83  |
| Raimundo Franisse | 200m vlinderslag (m) | 24e       | serie 2: 6de in 2.25,55  |

Afghanistan · Algerije · Andorra · Angola · Australië · België · Benin · Birma · Botswana · Brazilië · Bulgarije · Colombia · Congo-Brazzaville · Costa Rica · Cuba · Cyprus · Denemarken · Dominicaanse Republiek · Duitse Democratische Republiek · Ecuador · Ethiopië · Finland · Frankrijk · Griekenland · Groot-Brittannië · Guatemala · Guinee · Guyana · Hongarije · Ierland · IJsland · India · Irak · Italië · Jamaica · Joegoslavië · Jordanië · Kameroen · Koeweit · Laos · Lesotho · Libanon · Liberia · Libië · Luxemburg · Madagaskar · Mali · Malta · Mexico · Mongolië · Mozambique · Nederland · Nepal · Nicaragua · Nieuw-Zeeland · Nigeria · Noord-Korea · Oeganda · Oostenrijk · Peru · Polen · Portugal · Puerto Rico · Roemenië · San Marino · Senegal · Seychellen · Sierra Leone · Sovjet-Unie · Spanje · Sri Lanka · Syrië · Tanzania · Trinidad en Tobago · Tsjecho-Slowakije · Venezuela · Vietnam · Zambia · Zimbabwe · Zweden · Zwitserland